# Étienne-Jacques-Joseph Macdonald
Etienne-Jacques-Joseph-Alexandre MacDonald (17 de novembre del 1765, Sedan - 25 de setembre de 1840, Beaulieu-sur-Loire) fou un militar francès.
Era fill d'una família escocesa originària de l'illa de South Uist, a les illes Hèbrides. El seu pare, Neil MacEachen (més tard MacDonald) of Howbeg, era parent de l'heroïna jacobita Flora MacDonald que va protegir la fugida del Príncep Carles Eduard Stuart (Bonnie Prince Charlie) cap a França després de l'aixecament jacobita de 1745.
El 1767, Neil MacDonald s'uní a una quinzena de jacobites exiliats des de 1752 a Sancerre, on es va establir amb la seva dona Alexandrine Gouand i els seus fills, entre els quals es trobava l'Alexandre. Aquest últim va ser intern al col·legi de Sancerre abans de continuar els estudis a l'Escola militar de Douai.
El 1785 Etienne-Jacques-Joseph-Alexandre Macdonald serví a la Legió Irlandesa formada per donar suport al partit revolucionari de la República Holandesa contra els prussians, i quan la Legió es dissolgué rebé una comissió en el Regiment de Dillon.

## Revolució francesa
En esclatar la Revolució, el Regiment de Dillon var romandre lleial, amb l'excepció de Macdonald, que estava enamorat de Mademoiselle Jacob, filla d'un entusiasta de les doctrines revolucionàries. Poc després del seu matrimoni fou nomenat ajuda de camp del general Dumouriez.
El 1793, a la batalla de Jemappes, va ser nomenat coronel de l'antic regiment de Picardia. Refusà de passar-se als austríacs amb el general Dumouriez i com premi a la seva lleialtat va ser promogut al grau de general de brigada.
El 1795, quan l'Exèrcit del Nord del general Pichegru va envair el Països Baixos, va rebre el comandament de la primera brigada i, coneixent molt bé el país, amb els seus hússars travessà els rius gelats, i va capturar la flota holandesa que havia quedat presa en els gels.
Després d'haver servit als exèrcits del Rin i d'Itàlia, va ser nomenat governador de Roma i dels Estats Pontificis. El 1799, quan els francesos van evacuar Roma, va fer campanya contra els exèrcits aliats. Al front de 36.000 homes va lliurar la Batalla del Trèbia durant tres dies, enfrontant-se a un exèrcit de 50.000 homes, va rebre diverses ferides i, a la fi, aconseguí unir-se amb el general Moreau.

## Consolat i Primer Imperi
En els fets del 18 de brumari de l'any VIII del calendari republicà francès manava les Companyies Versaillaises, i recolzà Napoleó Bonaparte.
Després de la batalla de Marengo i de la Campanya dels Grisons, Macdonald fou enviat a Dinamarca com a ministre plenipotenciari fins a 1803. A la seva tornada, rebé el títol de Gran Oficial de la Legió d'Honor.
Va caure en desgràcia per haver sostingut al general Moreau, sota el qual havia servit, i va viure un període d'exili a Berry. Macdonald comprà el castell de Courcelles-le-Roi i de Dun-sur-Auron. En aquesta època que va ser nomenat governador de la 7a regió militar, residint a Bourges, al carrer Jacques Coeur.
El 1809 rebé el comandament d'una divisió a Itàlia. A la batalla de Wagram, després d'haver enfonsat el centre de l'exèrcit enemic que protegien 200 peces de canó,fou nomenat mariscal. A la seva tornada a París, el 1810, va ser nomenat duc de Tarent, i prengué el comandament d'un cos d'exèrcit a Espanya com a Governador General de Catalunya.

### Governador General de Catalunya
El mariscal Macdonald, nomenat després del cessament d'Augereau el juny de 1810, havia d'atendre principalment les qüestions bèl·liques, mentre que el comte Maurice Mathieu s'havia de dedicar a la governació estricta de la ciutat de Barcelona. Alguns dels episodis claus de la Guerra del Francès, succeïren durant aquest període.
Amb aquest binomi s'enfortí l'afrancesament del país: fou amb ells que es començaren a imposar funcionaris francesos en la majoria de càrrecs de l'administració, es promogué l'ús de la llengua francesa i es restaurà el castellà com a idioma oficial en detriment del català.
Napoleó va recomanar a Macdonald que col·laborés amb Suchet, Governador General de l'Aragó, en les operacions que es duien a terme en el Baix Ebre aprofitant-se de la presa de Lleida pels exèrcits imperials i la conquista de Fraga i Mequinensa. Però, abans d'aixó, Macdonald preferí afermar un sistema de combois de queviures i pertrets de França a Barcelona pel pas de Trentapasses, prop de Sant Celoni. Després d'això, la comunicació de les ciutats ocupades amb l'Imperi francès quedà fixada.
A Girona, el mariscal Macdonald va anunciar el seu programa polític:
- Establiment d'una comissió permanent que representés als notables i vetllés per llurs interessos.
- Formació d'una Guàrdia Nacional fixa per tal de garantir l'ordre de les contrades.
- Nomenament d'un intendent d'Hisenda que endrecés i centralitzés l'administració impedint les malversacions.
- Una activa protecció del comerç i l'agricultura.

El 1810, Macdonald, Comandant en cap de l'exèrcit francès a Catalunya, s'uní a Suchet per tal de conquerir Tortosa, clau del Baix Ebre i del camí de València. Però Macdonald no va poder donar gaire suport a Suchet i el 2 de gener les forces de Suchet van prendre Tortosa pràcticament sense ajut.
Suchet es dirigí llavors cap a Tarragona on se li uniren les tropes de l'exèrcit de Catalunya, un total de 40.000 homes entre francesos, polonesos, italians i napolitans. Napoleó ordenà que les terres de la Catalunya Nova fossin administrades per Suchet.
A primers de maig del 1811, es formalitzà el setge de Tarragona, defensada pel general Contreras, mentre a l'exterior, el marqués de Campoverde, cap de l'exèrcit espanyol intentava infructuosament distreure els imperials amb la presa del castell de Sant Ferran de Figueres. El 28 de juny les tropes de Suchet conqueriren finalment Tarragona. La reputació del mariscal MacDonald va quedar molt compromesa i va ser substituït el 28 d'octubre pel general de divisió Charles Mathieu Isidore Decaen.

### Campanya de Rússia
El 1812, Macdonald va rebre el comandament del X Cos d'Exèrcit a Rússia. El 1813, participà en les batalles de Lützen, de Bautzen i de Leipzig. Allà, travessà nedant l'Elster, on morí Poniatowski, i assistí, el 30 d'octubre, a la batalla d'Hanau. Durant la campanya de 1814, manà l'ala esquerra de l'exèrcit, i assistí a l'abdicació de Napoleó a Fontainebleau.
Després de l'abdicació de Napoleó, el 4 de juny de 1814, acceptà ser Par de França. En la nit del 19 al 20 de març de 1815, marxà de París amb Lluís XVIII, i, després haver-lo acompanyat fins a Menin, tornà a París, refusant cap grau de Napoleó, serví a la Guàrdia Nacional com a simple granader. Després de Waterloo, és fet Gran Canceller de la Legió d'Honor.

## Restauració
A la Restauració francesa dels Borbons, el duc de Tarent rebé la missió de llicenciar l'Exèrcit del Loira. El 1821 va ser nomenat Gran Canceller de l'Ordre de la Legió d'Honor, dignitat que conservà fins a 1831.
Morí el 17 de setembre de 1840, al seu castell de Courcelles-le-Roy, a Beaulieu-sur-Loire (Loiret), als 75 anys, deixant un fill amb 15 anys.
Les paraules pronunciades per Napoleó a Santa Helena tenen un gran valor, sobretot quan feien referència a homes dels quals podia haver-se queixat. De MacDonald va dir: «Macdonald tenia una gran lleialtat».